# Atractides canadensis
Atractides canadensis är en kvalsterart som beskrevs av Herbert Habeeb 1955. Atractides canadensis ingår i släktet Atractides och familjen Hygrobatidae. Inga underarter finns listade.